# ألبرت هوفمان (سياسي)
ألبرت هوفمان (بالألمانية: Albert Hoffmann)‏ هو سياسي ألماني، ولد في 24 أكتوبر 1907 في ألمانيا، وتوفي بنفس المكان في 26 أغسطس 1972. حزبياً، نشط في الحزب النازي. انتخب عضو مجلس النواب الألماني من ألمانيا النازية.

## روابط خارجية
- ألبرت هوفمان على موقع مونزينجر (الألمانية)